# アルバート・エルンスト
アルバート・エルンスト（Albert Ernst、1912年12月15日 - 1986年2月21日）は、 第二次世界大戦中のドイツ第三帝国の軍人。最終階級は大尉。

## 生い立ち
エルンストは、1912年ヴォルフスブルクで生まれた。1930年11月7日、ヴェルサイユ条約で兵力10万人に制限されたヴァイマル共和国の陸軍（Reichsheer）へ入隊し、当時同地に創設されたばかりの第4自動車大隊第2中隊に配属された。その後、国防軍の採用試験を受けるため、ハーベルシュタットの第12狙撃兵連隊へ行く。合格後、第2プロシア・オートバイ兵中隊を経て、ライプツィヒの第24歩兵師団第24対戦車大隊へ転属となる。同隊に在籍しながらライプツィヒの陸軍専門学校へ通い陸軍の教官になるため勉強し、1939年夏には士官候補生として軍務に精勤する。

## 第二次世界大戦
1939年9月、エルンストはポーランド侵攻で第24対戦車大隊輜重部隊の一特務曹長として従軍し、クトノ会戦での勇敢な働きにより第二級鉄十字章を受章したが、負傷のためボルナの第4予備大隊へ配属された後、新編成の第294歩兵師団へ転属となる。翌1940年のフランス侵攻では、活躍すること無く戦いを終えた。
1941年4月16日、上級曹長に昇進したエルンストは、バルカン戦線 (第二次世界大戦)に従軍し、ユーゴ軍の将校を含む400名を捕虜にした功でブルガリアの勲章を受章した。
1941年のソ連への奇襲攻撃「バルバロッサ作戦」にも従軍し、キエフ包囲戦、第一次ハリコフ攻防戦と戦い、一級鉄十字章を受章するが、その後、重傷を負いドイツへ後送される。傷が癒えると、少尉に任官したエルンストは、編成途中であった第519重戦車駆逐大隊へ配属された。大隊は1943年夏の終わりに編成を完了し、第3装甲軍直轄となり、ロシアのヴィテブスク地区で戦う。この間エルンストは多数の赤軍戦車を仕留め、1944年2月7日にゲオルク＝ハンス・ラインハルト上級大将）自らの手により騎士鉄十字章を受章し、3月28日には、中尉へ昇進した。その後、第519重戦車駆逐大隊へ転属となり、新しい大隊の編成を指導するためドイツへ向かう。大隊は編成を終えると東部戦線のレニングラード戦区へ派遣され、エルンストは赤軍と戦ったが重傷を負う。
ドイツに後送されたエルンストは、間もなく金色負傷章を受章し、傷が全快すると、西部戦線におけるドイツ軍の最後の大反撃バルジの戦いに従軍する。この戦いでは、オットー・スコルツェニーSS中佐率いる第150戦車旅団へ参加し、1945年1月7日にドイツ陸軍栄誉章を与えられた。アルデンヌでの戦いの後、ケルン～ヴァーン地区へ後退し、特別命令を受け第512重駆逐大隊へ転属する。大隊はヴァルター・シェルフ大尉を長とし、第1中隊長にエルンストが、第2中隊長にオットー・カリウス中尉となった。
3月10日、エルンスト率いる中隊は、レマーゲン鉄橋の戦いに投入されたが、攻撃は失敗に終わり後退するドイツ軍の殿を勤めた。この後退戦の功により、大尉へ昇進する。この間、エルンストは小さな戦闘団を編成し、各地を転戦。
最後は、イゼルローンで防衛司令部の代表としてアメリカ第99歩兵師団に降伏した。